# Apteroperla yazawai
Apteroperla yazawai är en bäcksländeart som beskrevs av Matsumura 1931. Apteroperla yazawai ingår i släktet Apteroperla och familjen småbäcksländor. Inga underarter finns listade i Catalogue of Life.